# Waigeucola
Waigeucola is een geslacht van hooiwagens uit de familie Samoidae.
De wetenschappelijke naam Waigeucola is voor het eerst geldig gepubliceerd door Roewer in 1949. 

## Soorten
Waigeucola is monotypisch en omvat slechts de volgende soort:
- Waigeucola palpalis